# 鯰站
鯰站（日语：／ Namazu eki */?）是位於熊本縣上益城郡嘉島村，熊延鐵道的鐵路車站（廢站）。

## 歷史
- 1915年（大正4年）
  - 4月6日：御船鐵道（後來為熊延鐵道）開設此終點站[1]。
  - 11月7日：此站至小坂村之間開業[1]。，此站成為中途站。
- 1964年（昭和39年）3月31日 - 熊延鐵道廢線，此站也被廢除[1]。

## 車站設施
此站是地面車站，設有1面2線島式月台。

## 現狀
車站遺址變成國道445號濱線繞道的一部分。

## 相鄰車站
熊延鐵道
中之瀨－鯰－上島

## 注腳
1. 1 2 3  今尾惠介《日本鐵道旅行地圖帳》12號九州沖繩 北信越（新潮社、2008年）p.46

## 相關項目
- 日本鐵路車站列表 Na